# Aboubacar Magassa
Aboubacar Magassa (ur. 9 maja 1990 w Bamako) – malijski piłkarz, grający jako środkowy obrońca. Od 2017 roku wolny gracz. Jednokrotny reprezentant kraju.

## Kariera klubowa

### Początki
Karierę zaczynał w CSK Bamako, gdzie grał do 2010 roku.

### Chabab Rif Al Hoceima
1 lipca 2010 roku przeniósł się do Maroka, podpisał kontrakt z Chabab Rif Al Hoceima.
W sezonie 2011/2012 (pierwszym w bazie Transfermarkt) zagrał 9 spotkań.

### Dalsza kariera
1 lipca 2012 roku zmienił klub na Ittihad Tanger. 6 lutego 2013 roku został wypożyczony do irackiego Al-Shorta, wrócił 6 miesięcy później. 24 kwietnia 2016 roku (po byciu dwa lata bez klubu) podpisał kontrakt z filipińskim Loyola FC. 1 stycznia 2017 roku odszedł z tego zespołu.

## Kariera reprezentacyjna
Magassa jedyny raz wystąpił w reprezentacji Mali 18 listopada 2008 roku. Zagrał w meczu towarzyskim przeciwko reprezentacji Algierii (1:1). Rozegrał całe spotkanie.